# Monumento conmemorativo Massey
El Monumento conmemorativo Massey (en inglés: Massey Memorial) es el mausoleo del primer ministro de Nueva Zelanda William Massey. Se encuentra en la Punta Halswell en la península de Miramar, en Wellington, Nueva Zelanda.

## Historia
William Massey fue el primer ministro de Nueva Zelanda desde 1912 hasta 1925, cuando murió en el cargo. Después de su muerte el Parlamento aprobó la Ley del camposanto Massey, que destinó 0,8 hectáreas de tierra para su uso como lugar de entierro de Massey y su viuda, Christina Massey. El terreno en la Punta de Halswell había sido utilizado para fines de defensa durante la Primera Guerra Mundial y había permanecido sin uso desde entonces. Una fortaleza en el sitio se convirtió en una cripta y un arma forrada con mármol sirve como una bóveda. El resto del monumento se completó en 1930 a un costo de £15.000, la mayoría de los cuales fueron recaudados por suscripción pública.